# Cal·lístrat d'Atenes
Cal·lístrat (en llatí Callistratus, en grec antic Καλλίστρατος) fou un cavaller atenenc.
L'any 410 aC va ser tresorer de la deessa Atena, i sembla que va instaurar el costum de que els ciutadans més pobres que assistien a les assemblees cobressin un sou. El govern dels Deu li va encarregar, donant-li un cos de cavalleria i a les ordres de Lisímac de vigilar als exiliats que amb Trasibul es reagrupaven a la zona del Pireu. Lisímac va massacrar a alguns camperols, mentre saquejaven algunes granges de la regió del Pireu buscant provisions. La gent del port va capturar a Cal·lístrat i el va matar en represàlia l'any 403 aC.